# カペラ (恒星)
カペラ (Capella) は、ぎょしゃ座α星、ぎょしゃ座で最も明るい恒星で全天21の1等星の1つ。冬のダイヤモンドを形成する恒星の1つでもある。

## 概要
肉眼では、一つの恒星に見えるが、実は2つの恒星から成る連星が2組ある4重連星である。主星となる連星系は共にスペクトル型がG型の黄色巨星のAa星 (G8III) とAb星 (G0III) からなる分光連星である。2つの恒星は0.76au離れていて、極めて円に近い軌道を約106日で公転している。光度ではAaの方が明るいが、表面温度はAbの方が高い。質量は共に太陽の約2.5倍である。この2つの恒星は、主系列星の段階を終えた巨星となっているが、巨星の進化過程において現在どの過程にあるかは分かっていない。
伴星となる連星系は、A星系から約10,000au離れた位置にあり、共に赤色矮星のH星とL星からなる暗い連星系である。これ以外のC、D、E、F、G、I、Kの恒星は偶然カペラの近くに見える「見かけの二重星」で、全て連星系とは重力的に無関係の恒星である。

## 観測
可視光では、カペラは黄白色に見える。しかし、望遠鏡による昼間での観測では、青空とのコントラストで、より明確に黄色がかってみえる。ぎょしゃ座では一番明るい恒星である。全天では、6番目に明るい恒星で、天の赤道よりも北側にある恒星の中では、アークトゥルスとベガに次いで、3番目に明るい。北緯40度付近では、4番目に明るい恒星になる。
現在、天の北極に最も近い1等星である。カペラは南緯44度以南では、地平線の上に昇る事はない。南緯44度はニュージーランドの南端やアルゼンチン、チリ、フォークランド諸島などが当てはまる。一方、スカンディナヴィア半島やフランス、カナダ、北海道北部などが当てはまる北緯44度以北では、地平線に沈む事がない周極星になる。カペラから、ポラリスを通過する延長線上を引くと、こと座のベガに到達する。よって、カペラはベガに対してほぼ正反対の方向にある事が分かる。

## 観測の歴史
約21万年前から約16万年前は、視等級が-1.8等もあり、全天で一番明るい恒星であった。それ以前は、-1.1等のアルデバランが一番明るかった。カペラとアルデバランは、地球からは近くにみえるため、ポラリスと同様に北を示す指極星として認識されてきた。
古代バビロニアでは春分の日没直後、この恒星と新月とが西の空に並び懸かる日を元日としていた。
リック天文台で働いていたウィリアム・ウォレス・キャンベルは1896年8月から1897年2月までカペラのスペクトルを観測した。カペラ系の太陽系に対する視線速度には大きな変動が見られた。また、スペクトルは2つの天体の光が重なったような特徴を示し、時間とともにその重なり方が変わっていった。9月から10月の間に伴星のものと思われるスペクトルは主星に対して青方偏移を起こしていたが、11月から2月の間は赤方偏移に転じた。キャンベルは、これら2種類の変動は連星によるものと結論付け、1899年に、カペラが分光連星である事を発表した。ほぼ同じ頃に、イギリスの天文学者ヒュー・ニューオールは、ケンブリッジにある、プリズム分光器を備え付けた口径25インチの望遠鏡でカペラを観測した。すると、複数の恒星の存在を示すスペクトルが得られ、Newallもカペラは連星であると結論付けた。
多くの天文台で観測が行われたが、A星系は恒星同士が非常に接近しているため、2つの恒星に分離して観測する事はできなかった。1919年、ジョン・オーガスト・アンダースンとFrancis Peaseは、ウィルソン山天文台で、干渉法を用いて観測した結果、A星系の分離に成功した。翌年の1920年にA星系の詳細な軌道要素を発表した。これは、太陽系外では史上初めて、天文干渉法による他の恒星の観測が成功した例となった。1994年、ウィルソン山天文台のMark III stellar干渉計を使用して、より高精度な軌道要素が判明した。
1914年、フィンランドの天文学者Ragnar Furuhjelmは、A星系と類似した固有運動を持った恒星が存在しており、この恒星がカペラ内の連星である事を発表した。この恒星はH星と名付けられた。さらに、1936年2月には、Carl L. Stearnsは、この恒星も連星である可能性を指摘し、同年9月に、ジェラルド・カイパーが連星である事を確認した。

### X線源
アメリカのエアロビーHiロケットは1962年6月20日と1963年3月15日に、赤経05h 09m、赤緯+45°付近の領域から強いX線を検出した。分析の結果、このX線源はカペラに由来しているものが判明した。1974年4月5日に、X線天文学的な観測も始まった。2回目の観測では、より容易に検出する事が出来た。
X線の原因は、カペラのコロナに由来するとされている。カペラは、ドイツのX線天文衛星、ROSATの観測対象になった事から1RXS J051642.2+460001という名称もある。アメリカのX線天文衛星HEAO-1もX線源として、カペラを観測し、その結果、高温のコロナに恒星の磁気が閉じ込められている可能性が示唆された。

## 連星系
太陽系に比較的近い星である。太陽とカペラは大体同じ色の光を放っているため、太陽も太陽系外から見たらカペラのような黄色い星に見える。カペラは黄色巨星AaとAbからなる連星系と、赤色矮星HとLからなる連星系から成る。先述のとおり、Hを除く、カペラCからKは、同一視野内にある見かけの二重星で、カペラ系とは無関係である。ヒッパルコス衛星による年周視差の値は、76.20ミリ秒で、誤差は0.46ミリ秒の範囲におさまっている。この値に基づくと、カペラは地球から約42.8光年離れている事になる。
1960年、アメリカの天文学者オリン・エッゲンは、視線速度と固有運動の分析から、カペラがヒアデス星団のメンバーであると主張した。カペラとヒアデス星団の恒星は、年齢が似ているため、物理的にも可能性は皆無ではない。
また、この2つの星から11000au（約0.17光年）離れたところに赤色矮星同士のペア（2つの星の距離は約48.1au）が発見されており、全体としては4連星である。

### カペラA系
カペラは、2つの近接した黄色巨星で、2009年にGuillermo Torresは、この2つの恒星が約104日周期で公転しあっている事を算出した。主星カペラAaは、太陽の11.98 ± 0.57倍の半径と、2.5687 ± 0.0074倍の質量を持ち、表面温度は4,970 ± 50 Kである。光度は太陽の78.7 ± 4.2倍にもなる。伴星のカペラAbは太陽の8.83 ± 0.33倍の半径と、2.4828 ± 0.0067倍の質量で、表面温度は5,730 ± 60 K。光度は72.7 ± 3.6倍になる。2011年、WeberとStrassmeierはエシェル回折格子を用いて3年半観測した結果、AaとAbの質量をそれぞれ、2.573 ± 0.009倍と2.488 ± 0.008倍と算出した。
カペラAには連星系の影響で出来た黒点があり、自転によりごくわずか変光する（但し眼視観測では変光はわからない）。このような変光星をりょうけん座RS型変光星という。AaよりもAbの方が恒星活動が活発で、現在、ヘルツシュプルング・ラッセル図において、ヘルツシュプルングの間隙と呼ばれる領域に位置するとされている。
カペラA系は、地球から見て食を起こす事がない。恒星同士の距離は約1億kmしか離れておらず、公転周期は約104日である。現在は、スペクトル分類G型の巨星だが、主系列星だった頃は、A型主系列星だったとされている。今後、数百万年かけて巨大化して、赤色巨星になると考えられている。中心部では、水素の核融合反応を終え、ヘリウムが炭素や酸素などに合成される核融合反応が起きている。

### カペラHとカペラL
カペラHとカペラLは、カペラA系から約10,000au離れた位置にある赤色矮星同士の連星である。この2つの恒星は、約388年かけて公転しているとされている。

## 名称

### ラテン語由来の英語名
学名はα Aurigae（略称はα Aur）。ぎょしゃ座α星という名称はバイエル符号による名称である。カペラとはラテン語で「雌ヤギ」を意味する「Capra」の指小語である。このヤギはギリシア神話に登場するヤギ、アマルテイアとされ、数度ほど南西にあるζ星とη星のペアは、その子ヤギとされている。2016年6月30日、国際天文学連合の恒星の固有名に関するワーキンググループは、Capella をぎょしゃ座α星Aaの固有名として正式に承認した。

### アラビア語名
アラビア語では「邪魔する者、遮る者」という意味の「اَلْعَيُّوق,（al-ʿayyūq, アル＝アイユーク）」と呼ばれる。スライヤー（すばる）とアルデバランの恋の間に入って横恋慕し逢瀬を邪魔する存在であることから命名されたという。
語形としては動詞「遮る、邪魔する」という意味の عَاقَ（ʿāqa, アーカ）に由来。فَعْيُولٌ 語形にあてはめた عَيْوُوقٌ（ʿaywūq, アイウーク）のうち ـوو 部分の1文字目が ـيـ に置き換わり عَيْيُوق（ʿayyūq, アイユーク）に発音変化しつづりが عَيُّوق（ʿayyūq, アイユーク）になったものだとされる。
動作主であることを意味する能動分詞に相当する機能を持つ語形で、アイユークすなわち「遮るもの、邪魔をするもの」となる。カペラが天空においてスライヤー（すばる）の近くに位置しており、アルデバランがスライヤー（すばる）に会えないように妨害したという星座物語に基づく。
『星の名前のはじまり―アラビアで生まれた星の名称と歴史』ではアル＝アイユークの意味が「おしゃれな（男）、ダンディな（男）」と紹介されており、中東地域・文化研究家の堀内勝氏も元となった語根の解釈次第では「温厚さ、紳士的、洒落者的人物」という意味に取り得るとしカペラの二重人格的解釈を提示している。
ただしアラビア語の複数資料では「邪魔をする」という意味で説明しており、いずれも洒落者であることを示す語根ではなく妨害を示す ع و ق（ʿ - w - q）由来であると解釈。中世のアラビア語大辞典 لِسَان الْعَرَب（Lisān al-ʿArab, リサーン・アル＝アラブ, 「アラブの言葉」「アラブの言語」の意）も横恋慕とアルデバランの求婚妨害説を掲載していることから「邪魔する者、遮る者」という解釈が適当だと思われる。